# 愛着理論

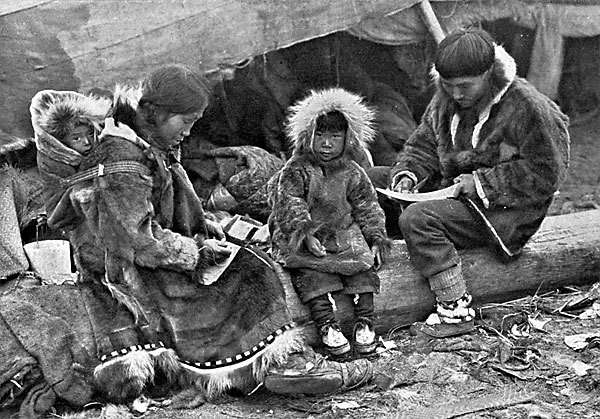
子供が愛着行動を行う目的は、対象者への親密さを獲得し維持するためである。対象者は通常は親である。

愛着理論（あいちゃくりろん、英: Attachment theory）は、心理学、進化学、生態学における概念であり、人と人との親密さを表現しようとする愛着行動についての理論である。子供は社会的、精神的発達を正常に行うために、少なくとも一人の養育者と親密な関係を維持しなければならず、それが無ければ、子供は社会的、心理学的な問題を抱えるようになる。愛着理論は、心理学者であり精神分析学者でもあるジョン・ボウルビィによって確立された。
愛着理論では、幼児の愛着行動は、ストレスのある状況で対象への親密さを求めるために行っていると考えられている。幼児は、生後6ヶ月頃より2歳頃までの期間、継続して幼児の養育者であり幼児と社会的相互作用を行い幼児に責任を持つような大人に対して愛着を示す。この時期の後半では、子供は、愛着の対象者（よく知っている大人）を安全基地として使うようになり、そこから探索行動を行い、またそこへ戻る。親の反応は、愛着行動の様式の発展を促す。そしてそれは、後年における内的作業モデルの形成を促し、個人の感情や、考えや、期待を作り上げる。離別への不安や、愛着の対象者が去った後の悲しみは、愛着行動を行う幼児にとって、正常で適応的な反応であると考えられている。こうした行動は、子供が生き延びる確率を高めるために生じたと考えられる。
発達心理学者のメアリー・エインスワースによる1960年代から1970年代の研究は、愛着理論の基本的な概念を確立した。「安全基地」という概念を提案し、また幼児における愛着行動のパターンを分類し、「安全の愛着」、「回避の愛着」、「不安の愛着」の3つに分けた。4つ目の愛着パターンは、「混乱の愛着」であるが、後で発見された。1980年代には、愛着理論は、大人にも拡大された。愛着行動の一要素として含まれる可能性があるのは、全ての年齢における同僚との関係、性的吸引力、幼児や病人や老人がケアを必要としていることなどである。
幼い頃の子供の愛着行動の本質を包括的に説明する理論を構築するために、ボウルビィは学問分野の範囲を広げて、進化生物学、対象関係論（精神分析理論の一学派）、制御システム理論、動物行動学（エソロジー）、認知心理学などを研究対象に含めた。1958年以後の予備的研究の論文以後、ボウルビィは「愛着と喪失」（1962-82）の三部作の中で、理論の全容を発表した。当初、大学の心理学者たちはボウルビィを批判した。そして、精神分析を行うグループは、彼が精神分析の理論を放棄していたので、彼を追放した。しかしながら、その頃、愛着理論は、生後早期の社会的発達を理解するための主要な研究手段となり、子供が親密な関係を構築する過程に対する実証的研究の劇的な発展を招いたのである。
愛着理論に対して後になされた批判は、子供の気質、社会的関係の複雑さ、分類のための各パターンの境界などに関する批判であった。また心理学者のラターは母性剥奪によると思われる症状（発達遅滞など）が、じつは母親から引き離されたことによるものではなく、その当時の劣悪な施設の環境や、多数の不特定の保育者によって保育されることによっていることを明らかにした。そして正常発達に必須なことは、母親が育てることではなく、愛着対象となる保育者が固定されていること（少なくとも数人以下）であるということであった。こうした批判の妥当性はボウルビィ自身も認めており、改定された著書には取り入れられている。
愛着理論は実証的研究の結果により、これまでも修正を受けてきたが、その主要概念は広く受け入れられている。愛着理論は、これまでの治療法や新しい治療法の基盤となっている。そして愛着理論の概念は、社会政策や子供ケアの政策を立案する際に使用されている。
ただし愛着理論をいわゆる三歳児神話の理論的根拠とするのは曲解である。乳幼児期は基本的信頼の形成にとって重要であり、特定の者との間に「愛着」関係が発達することは大切である。しかし基本的信頼は母親のみとしか形成できないものではなく、母親以外の者であることもあり得ることであり、母親を含む複数人であっても問題視すべきものではない。
子ども家庭庁は「『愛着』の対象は母親、血縁関係にある者でなければならない」という社会通説に囚われず、科学的知見を踏まえた考え方と育ちのプロセスにおけるその重要性をすべての人と共有することが必要であると解説している
。

## 愛着行動

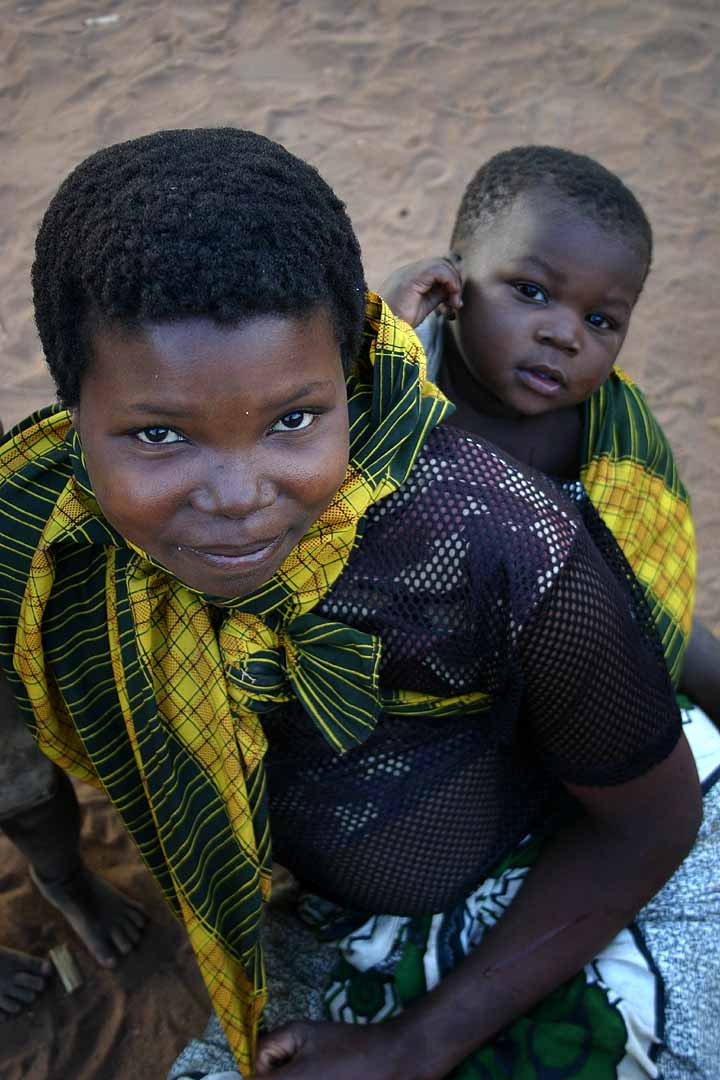
子供が最初に愛着を示す対象者は通常は母親であるが、子供との交流に責任をもって子供の世話をする人なら誰に対しても、子供は愛着を示すことがある。

愛着行動のシステムは、愛着の対象者に対する親密さを達成し、それを維持する目的で機能している。前-愛着行動は、生後6ヶ月以内の乳児に見られる。最初の時期（生後8週まで）では、乳児は、養育者の注意を引くために、微笑んだり、声を出したり、泣いたりする。この時期の乳児は、次第に養育者を区別するようになるが、これらの行動は、近くにいる誰に対しても行われる。第二の時期（生後2ヶ月から6ヶ月まで）では、乳児はよく知っている人と知らない人をよく区別するようになり、養育者に対して、より強く反応するようになる。すなわち、後追いをしたり、まとわり付いたりする行動が加わる。第三の時期（6ヶ月から2歳まで）には、明確な愛着行動が発達する。
養育者に対する幼児の行動は、安心を感じられるような状況を達成するための、ゴールを目指す組織化された行動になる。1歳の誕生日までには、乳児は、親密さを維持するために広範囲に愛着行動を示すことが可能になる。養育者が去ってしまうことに抗議し、養育者が戻ってきたら挨拶し、びっくりしたらまとわり付き、可能なら後追いする。移動する能力の発達につれて、幼児は養育者を、探索のための安全基地として使い始める。養育者がそこにいる場合には、幼児の愛着システムは弛緩して、自由な探索行動を可能にするので、幼児は探索行動を熱心に行う。養育者がいない場合には、愛着行動は、より強く制止される。不安、恐れ、病気、疲労などがある場合には、子供の愛着行動は増強する。
生後2年以後、幼児が養育者を独立した人間として見なし始めるにつれて、さらに複雑でゴールをめざすパートナーシップが形成される。子供は、他者の目標や感情を理解するようになり、それに従って自分の行動を計画する。例えば、乳児は痛みで泣く一方、2歳児は養育者に望んだ行動をするよう求めて泣くのである。そして効果が無い場合には、さらに大きな声で泣いたり、叫んだり、追いかけたりするのである。

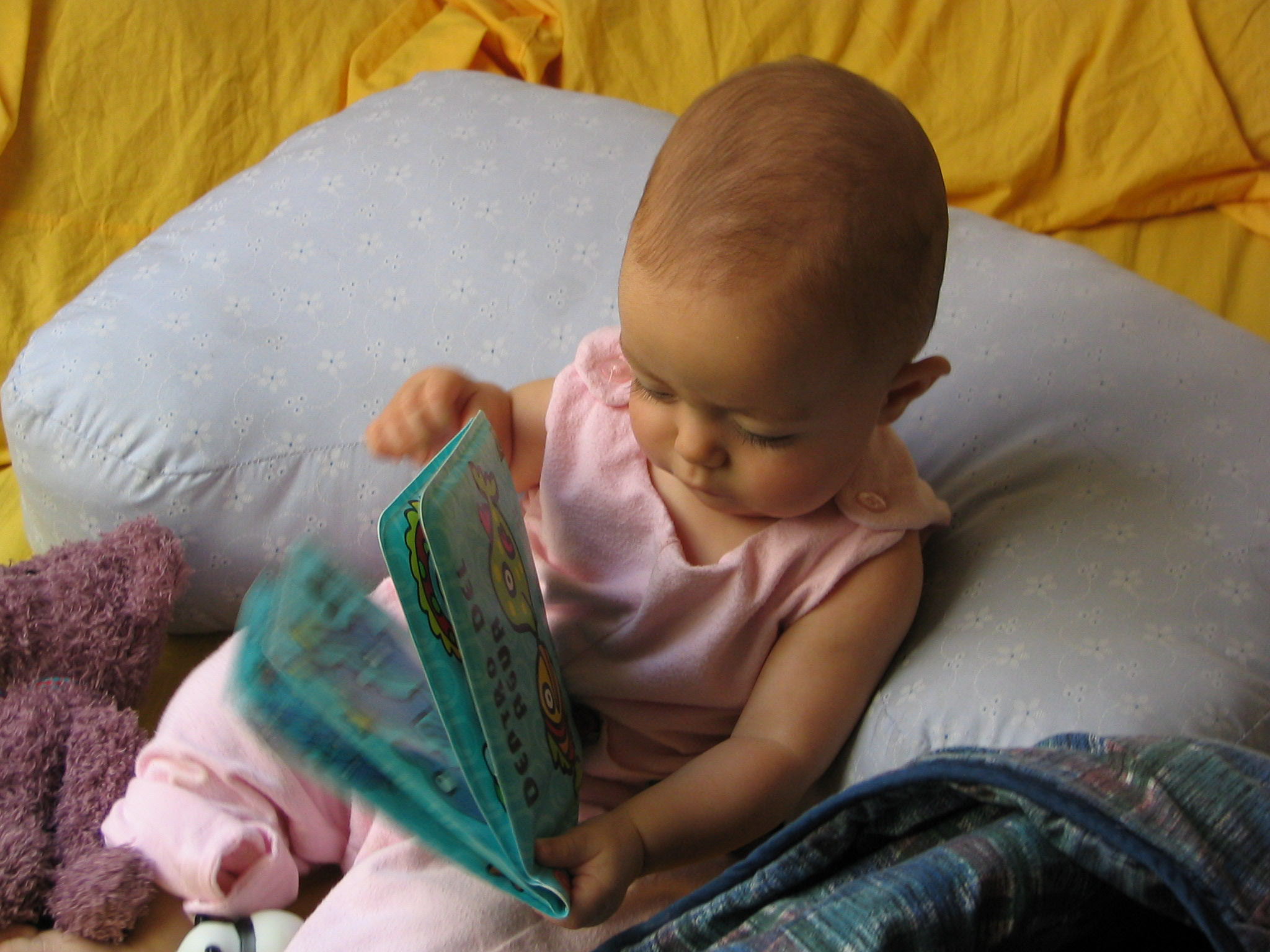
安全に愛着している乳児は、自分の環境に精神を集中させることができる。

### 学説が主張する内容
通常の愛着行動と愛着感情は、適応の役に立つ。ヒトは選択により進化しており、ヒトの社会的行動は、個体が生存しやすくなるように機能している。通常観察される、よちよち歩きの幼児が見慣れた人の近くに留まろうとする愛着行動は、初期の環境適応に際して、安全さを増す利点が今昔問わずある。ボウルビィは、初期適応の環境が現代の狩猟者-採集者の社会と似ていると考えている。愛着行動は、見知らぬことや一人にされることや急に近づかれることなど危険を引き起こすかもしれない状況を察知する能力を高めるという生存上の利益がある。ボウルビィによれば、脅威に際して対象者に親密さを求めることは、愛着行動システムが設定した目標である。
愛着のシステムは強力であり、幼い子供は理想から程遠い環境下でも容易に愛着を形成する。この強力さにもかかわらず、養育者から長期に分離されたり、愛着の形成を妨げるほど頻回に養育者が交代したりすれば、後年のある時点で、子供の精神に病的な結果がもたらされるであろう。生後早期の子供は、見知らぬ人にも、生物学的な親にも、同じように愛着を示す。特定の人に対する愛着と愛着行動は、特定の人からの愛着と養育を求めるものであるが、一定の期間を経過する中で形成される。

### 幼児期や思春期を通じての愛着行動の変化

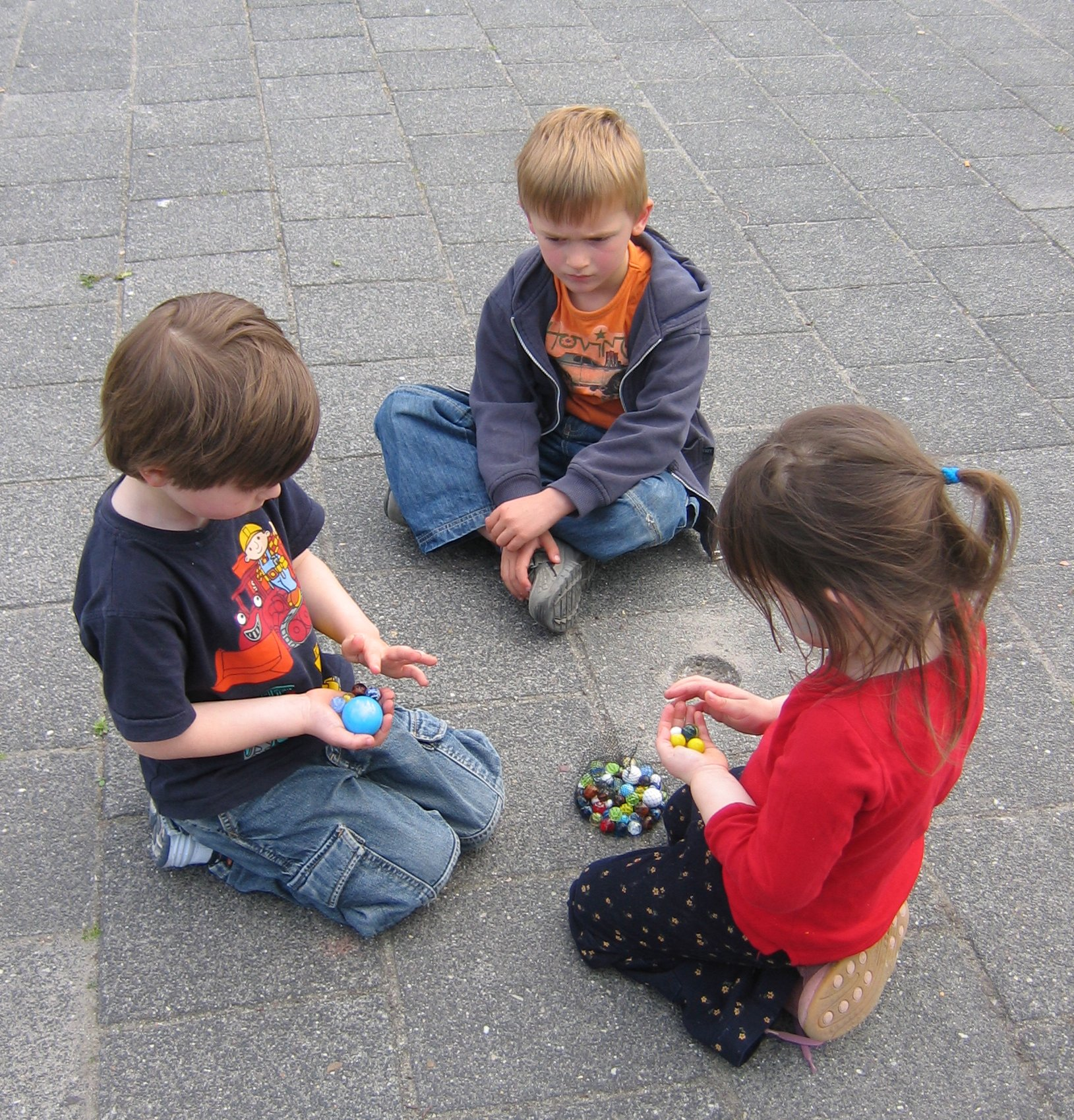
子供時代の中期において、同僚は重要であり、親とは異なる影響を子供に与える。

年齢を重ねること、認知の発達、社会的経験の蓄積などにより、内的作業モデルの複雑化や発達が促される。愛着に関連する行動は、よちよち歩きの頃に示された典型的な特徴の一部を失い、年齢に相応したものに変わってゆく。就学前の時期の子供は、交渉や取引きを行うことができる。例えば4歳児は、養育者が一旦いなくなってまた戻ってくる計画について、交渉して納得しているのであれば、養育者がいなくなっても悲しまない。
理念的にこうした社会的技能は、他の子供仲間や後年の大人の同僚との間で使用される内的作業モデルに組み込まれてゆく。子供が6歳以後、学童期になれば、たいていの場合、親との間に目標を正しく目指すパートナーシップを構築し、それにより各パートナーは満足できる関係を維持するために喜んで歩み寄る。子供時代の中期までに、愛着行動システムの目的は、対象者への親密さから有益性へと変化する。一般的に言えば、子供は、養育者との接触が可能であるのなら（もし必要なら、体の近くに来てくれる可能性があるのなら）、養育者との長い時間の分離にも耐えられる。まとわり付きや後追いなどの愛着行動は少なくなり、自分自身への信頼が増して行く。子供時代の中期（7歳から11歳）までには、安全を維持する目的で、子供の行動を監督しコミュニケーションを維持するために、養育者と子供が相互に交渉してコントロールする状態から、さらに大きく進んだ独立の状態へと移行する。

### 愛着行動のパターン
愛着理論の多くは、特にスコットランドとウガンダでメアリー・エインスワースが行った革新的方法論や観察的研究によってもたらされたものである。エインスワースの仕事は、愛着理論の概念を拡張し、主張する内容を実験的に検証することを可能にした。エインスワースは、ボウルビィの初期の概念を用いて、生後1年までの幼児と親のペアを対象にして観察的な研究を行い、ある特殊な状況下における行動の研究と、繰り返し家庭への訪問を行い比較した。初期の研究成果は、1967年に「ウガンダの幼児」という本にまとめられた。エインスワースは、子供が愛着行動の対象者に示す愛着行動のスタイルないしパターンを、3つ指摘した。すなわち、不安-回避（Aタイプ）、安全（Bタイプ）、不安-両面感情ないし抵抗（Cタイプ）の3つである。
その後、1986年にメイン (Main,M.) とソロモン (Solomon,J.) が発見した無秩序・無方向型（Dタイプ）が新たに加わる。
エインスワースは、子供が親と離れてまた会う行動を評価するために、彼女の膨大な研究における実験部門として「見知らぬ状況のプロトコール」を開発した。これは、よちよち歩きの子供や幼児の愛着行動を評価するために使う標準化された研究手段である。

### 大人の愛着行動

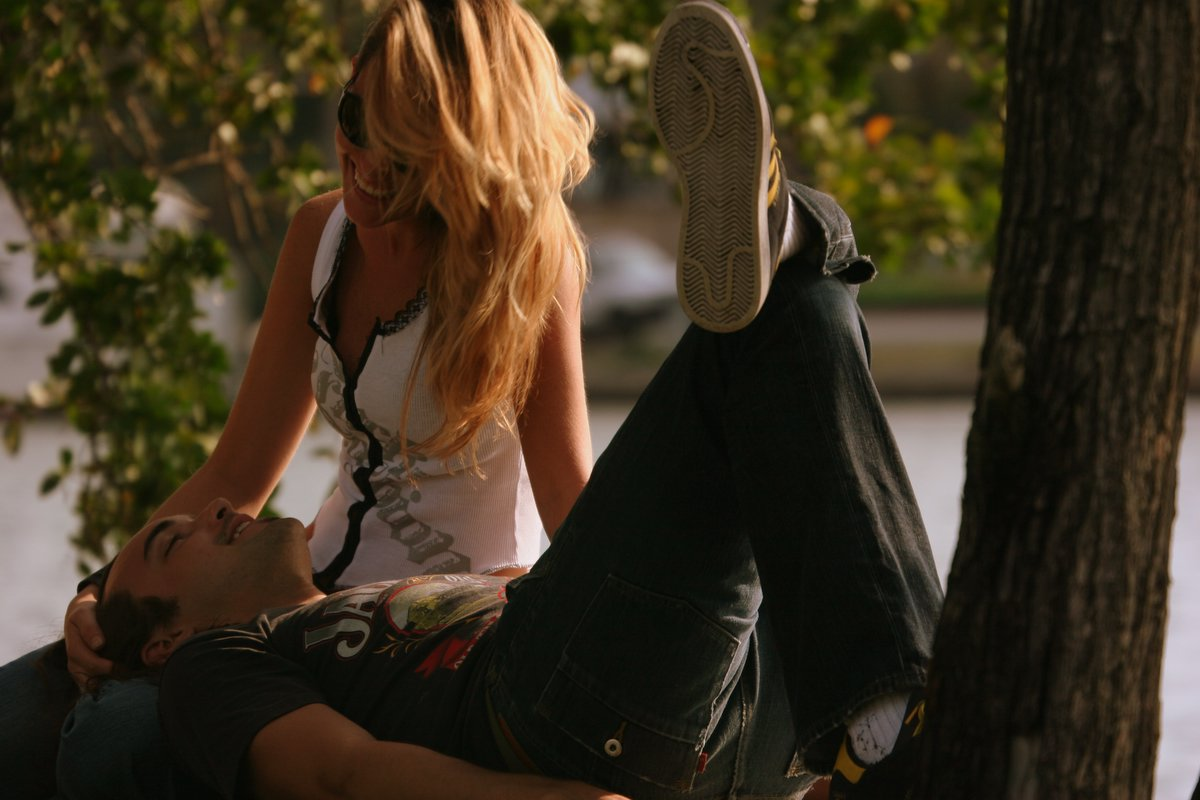
大人のロマンチックな関係における愛着行動のパターンは、幼児の愛着行動とだいたい同じである。しかし大人は、異なった関係に対する異なった内的作業モデルを維持することができる。

愛着理論は、1980年代末に、Cindy Hazan とPhillip Shaver によって、大人のロマンチックな関係にも拡張された。大人においては、4つの愛着のパターンが確認された。すなわち、安心、不安、退去-回避、恐れ-回避の4つである。これは、幼児における4つの愛着パターン（安心、不安-両面感情、不安-回避、混乱）と対応している。

## 歴史

### 初期の愛着理論
養育者に対する幼児の感情的な愛着の概念は、何百年も前から、物語的に知られていた。19世紀末以後、心理学者や精神科医は、生後早期に存在する人間関係の特質についての理論を提案していた。1930年代に、イギリスの発達心理学者のIan Suttieは、子供の愛への欲求は、根源的なものであり、空腹やその他の身体的充足に基づくものではないと述べた。

### 母性剥奪

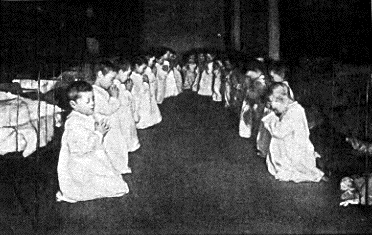
1888年、孤児院「5ポイントハウス」におけるお祈りの時間。1951年に発表された母性剥奪仮説は、孤児院の運用に革命的変化をもたらした。

精神分析の対象関係論学派の初期の考え方、特にメラニー・クラインは、ボウルビィに影響を及ぼした。しかし、ボウルビィは、「子供の反応は、実際の生活でのできごとよりも、子供の内的な空想世界に強く関係している」という精神分析的な考えが広まることに反対した。ボウルビィは自分の考えを公式化する際に、1943年や1945年に出版されたWilliam Goldfarbの本を初めとする、混乱した子供や非行少年へのケース・スタディから影響を受けた。
ルネ・スピッツは、ボウルビィと同時代の人であるが、親から分離された子供の悲しみを観察し、小さい時に不適切なケアを経験した子供の心に有害な影響がもたらされると述べた。ソーシャル・ワーカーであり精神分析者でもあったJames Robertsonは、入院によって親から分離された子供が受ける影響を映画に収めて、強い影響を及ぼした。James Robertsonとボウルビィは、1952年にドキュメンタリー映画「2歳児、病院に行く」を共同制作し、その映画は、親による面会を病院が制限しないためのキャンペーンに使用された。

### 愛着理論の形成

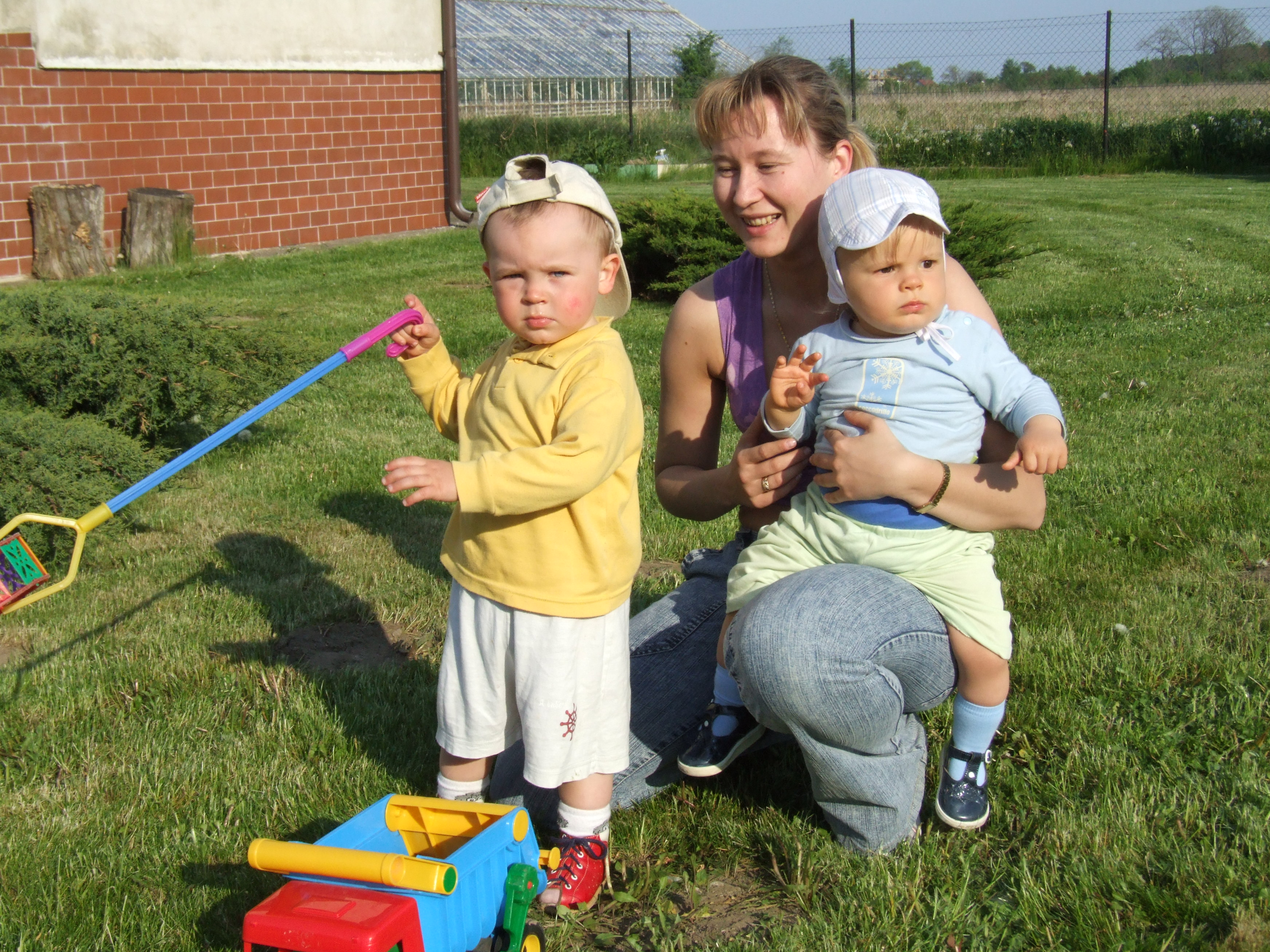
養育者がいるときには、幼児の愛着システムは弛緩し、自由な探索行動が可能になり、探索行動が活発になる。

「母によるケアと精神的健康」の出版に続いて、ボウルビィは、進化生物学、動物行動学、発達心理学、認知科学、制御理論などの分野で、関連する知見を探し求めた。ボウルビィは、「養育者に対する幼児の感情的な結びつきの基となるメカニズムは、進化的圧力の結果として生じた」という新しい提案を行った。彼は、動機と行動制御の理論を、ジークムント・フロイトの精神エネルギーモデルよりも、科学に基づいて発展させようとした。彼は、愛着理論に関して、「母によるケアと精神的健康」では、原因と結果のリンクについて、理論とデータの欠落があったが、それを補完することができたと述べた。
愛着理論の起源は、公式には1958年に出版された二つの論文である。一つは、ボウルビィの「子供からその親への結びつきの性質」という論文であり、「愛着」の先駆的な概念が紹介された。他の一つは、ハリー・フレデリック・ハーロー（英語: Harry_Harlow）の「愛の性質」という論文である。それは、幼い子供のサルは、手触りのよい布切れの代理母には愛着の結びつきを形成したが、ミルクを出すが手触りの悪い針金の代理母には愛着を形成しなかったという実験に基づく論文である。ボウルビィは、最初の論文に続いて、二つの論文を書いた。「分離の不安」（1960a）と、「幼い子供の悲しみと嘆き」（1960b）である。

#### 動物行動学（エソロジー）

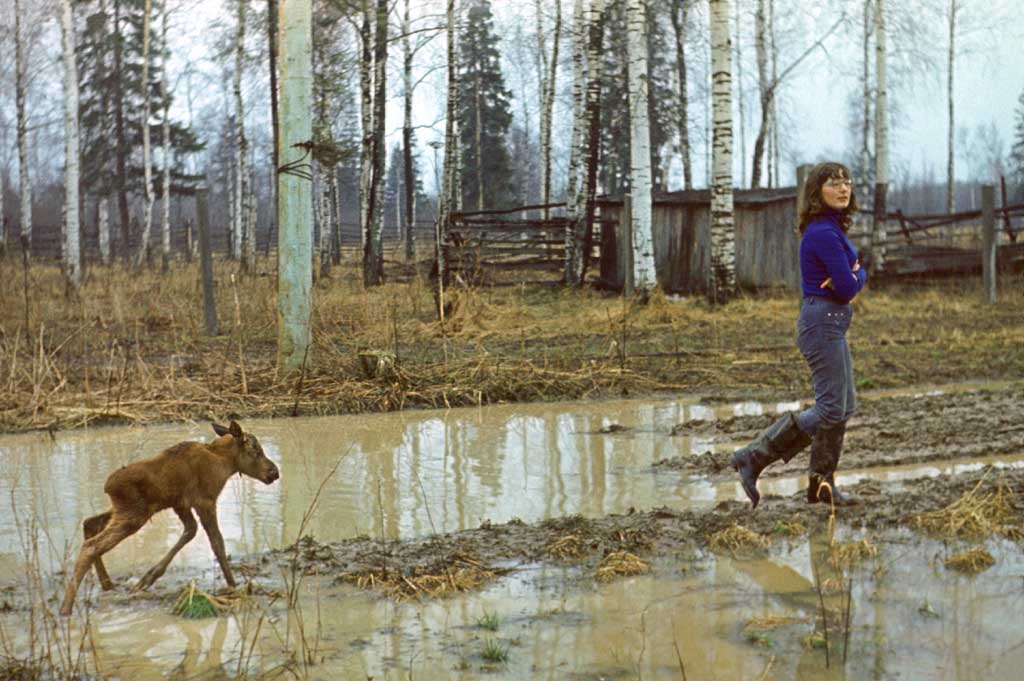
子供のムースは哺乳瓶で育てられているが、養育者に愛着行動を行っている。

ボウルビィは、1952年にコンラート・ローレンツの本の草案を読んだときに、動物行動学（エソロジー）に注意を向けた。ただしローレンツは、その時すでに初期の本を出版していた。また、ニコ・ティンバーゲンとロバート・ハインドから、大きな影響を受けた。ボウルビィは、その後ハインドと共同研究を行った。1953年にボウルビィは、次のように述べた。「精神分析的な概念と動物行動学的な概念を統合し、研究の豊かな実りを求める時期は熟した」。これより先、ローレンツは、「刷り込み imprinting」という現象を実験により証明していた。「刷り込み」とは、一部の鳥や哺乳類で見られる特徴的な行動であり、生後間もない個体が、同じ種の対象を素早く認識する学習である。認識の後で、後追いする性癖が現れる。

#### 精神分析

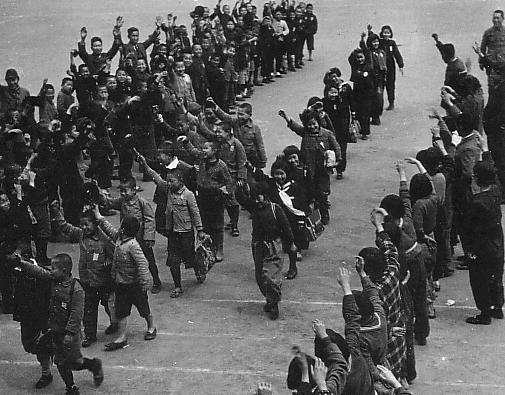
第二次大戦中に疎開する日本の子供たち。「破滅への道」より。

精神分析の概念は、ボウルビィの愛着の見方に影響を与えた。特に、アンナ・フロイトとドロシー・バーリンガムによる第二次世界大戦中に養育者から引き離された幼い子供の観察から影響を受けた。しかしながらボウルビィは、幼い子供が示す結びつきに対して、愛着への動機が空腹やリビドーを充足させることから来ているという精神分析的な説明を行うことは拒絶した。

#### 内的作業モデル（Internal Working Model:IWM）
乳幼児期における保護者との相互作用の中で形成される自己や他者に関するスキーマ（情報処理の枠組み）である。例えば、泣いている乳児に対して親が応答的に接することで、乳児は「自分は愛されるに値する存在だ」「親はいつでも守ってくれる存在だ」などの自己・他者に関するポジティブなスキーマを形成する。一方、非応答的な親の下で育った乳児は「自分は愛されない存在だ」「親は助けてくれない」などの自己・他者に関するネガティブなスキーマを形成する。これらのスキーマは、親子関係を超えてその後の対人関係に応用される。